# 拉格拉韦勒
拉格拉韦勒（法語：La Gravelle，法語發音：[la ɡʁavɛl]）是法国马耶讷省的一个市镇，属于拉瓦勒区。

## 地理
拉格拉韦勒（48°4'22"N, 1°0'57"W）面积6.23 平方千米，位于法国卢瓦尔河地区大区马耶讷省，该省份为法国西北部内陆省份，北起芒什省和奧恩省，西接伊勒-维莱讷省，南至曼恩-卢瓦尔省，东临萨尔特省。
与拉格拉韦勒接壤的市镇（或旧市镇、城区）包括：布雷阿勒苏维特雷、勒佩特尔、拉布吕拉特、圣西尔勒格拉沃莱、圣皮埃尔拉库尔、卢瓦龙-吕耶。

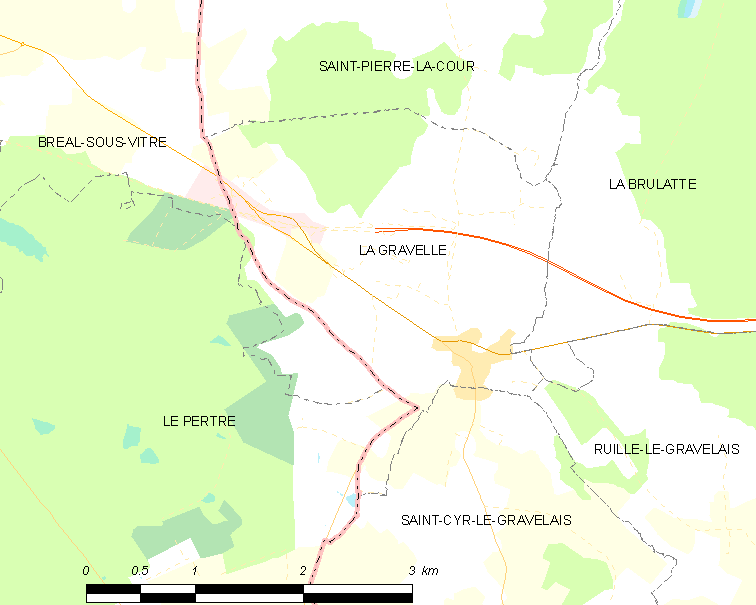
拉格拉韦勒的OSM定位图

拉格拉韦勒的时区为UTC+01:00、UTC+02:00（夏令时）。

## 行政
拉格拉韦勒的邮政编码为53410，INSEE市镇编码为53108。

## 政治
拉格拉韦勒所属的省级选区为卢瓦龙-吕耶县。

## 人口

1962-2008年间拉格拉韦勒人口变化图示

拉格拉韦勒于2022年1月1日时的人口数量为570人。